# チューセー県
チューセー県（チューセーけん、ベトナム語：Huyện Chư Sê?）は、ベトナム社会主義共和国ザライ省の県である。

## 行政区画
1市鎮14社から構成される。